# Ørkenpræstekrave
Ørkenpræstekrave (Charadrius leschenautii) er en vadefugl, der findes i Centralasien. Arten er kun observeret tre gange i Danmark i nyere tid.